# Wa Lone
Wa Lone (ur. 1986 r.) – mjanmański autor książek dla dzieci i dziennikarz śledczy, członek redakcji agencji Reuters. Członek zespołu dziennikarskiego pod kierownictwem Antoniego Słodkowskiego, badającego masakrę przeprowadzoną przez mjanmaską ludność cywilną i wojskowych na mieszkańcach wsi Inn Din z mniejszości etniczno-religijnej Rohingja. Od 2017 r. więziony za tę publikację mimo międzynarodowej kampanii na rzecz jego uwolnienia, w kwietniu 2019 r. nagrodzony Nagrodą Pulitzera w kategorii dziennikarstwo międzynarodowe, zaraz potem zwolniony.